# South African Equestrian Federation
Die South African Equestrian Federation (SAEF) ist der nationale Verband für Pferdesport in Südafrika. Dazu gehören die von der  FEI vertretenen Disziplinen Dressur, Vielseitigkeit, Springen, Voltigieren, Distanzreiten, Reining, Behindertenreitsport und Fahren, aber auch Tent pegging und andere Wettkämpfe bei Turnieren.
SAEF vertritt Südafrika bei der FEI seit 1947. Sie dient als Vertretung von Athleten und Berufstätigen gegenüber der südafrikanischen Regierung und dem South African Sports Confederation and Olympic Committee (SASCOC).

## Mitgliedsverbände
- Carriage Driving SA
- Dressage South Africa
- Endurance Association of SA
- Eventing South Africa
- Mounted Archery SA
- Equitation SA
- Mounted Games SA
- South African Polo Association (SAPA)[2]
- SA Polocrosse Association
- SA Showjumping
- SA Tentpegging Association
- SA Western Mounted Games
- SA Showing
- SA Vaulting Association